# Jiljí
Jiljí (latinsky Aegidius) je mužské křestní jméno řeckého původu s významem štítonoš. Základem jména je starořecký výraz αἰγίς – Aigis / štít ze starořecké mytologie. Svátek slaví 1. září.

## Podoby jména
Vyskytuje se v různých jazykových variantách v německém prostředí jako Ägidius, Aegidius, Ägydius, Egidius nebo Egydius, v litevštině jako Egidijus, v polštině jako Idzi, ve francouzštině jako Gilles atd. Existuje také řada domáckých či hovorových podob jména: Egyd, Gidius, Gilius atp.

## Pranostiky
- Svatý Jiljí své počasí pevně drží.
- O svatém Jiljí jdou jeleni k říji.
- V jakém povětří jelen na den Jiljího říje neb mezi laně jde, v takovém se zase po čtyřech týhodnech navrací;
jestli jde jelen o něco později do říje, tedy jest znamení, že pozdě zima nastane.
- Jaké počasí Jiljí ukazuje, takové po celý měsíc dodržuje.
- Jaké počasí o Jiljím panuje, takové celý měsíc se ukazuje.
- Jaké počasí o svatém Jiljím, takové bývá celý podzim.
- Pro ornici i osení výhoda, když na Jiljího slunná pohoda.
- Je-li pěkně na svatého Jiljí, bude pěkně po čtyři neděle.
- Na svatého Jiljí jasný den – krásný odzim zvěstujem.
- Je-li Jiljí jasný den, krásný podzim zvěstujem.
- Jiljí jasný – podzim krásný.
- Na svatého Jiljí jasno, je suchá jeseň;
když prší, čtyřicet dnů střecha nevyschne.
- Na den Jiljí hromy a blesky – čtyři týdny mokré stezky.
- Když na svatého Jiljí prší, celý podzim voda crčí.
- Prší-li na svatého Jiljí, budou otavy shnilý.
- Je-li střídavě na Jiljí, je střídavé podletí.
- Svatá Jiljí děvčata bílí.

## Další podoby
- Ægidius / Aegidius / Egidius
- Egidijus (litevsky)
- Egidi
- Egid
- Gilles
- Gil(bert)

## Osobnosti
- svatý Jiljí (640–720), světec a opat v klášteře St. Gilles, patří mezi Čtrnáct svatých pomocníků
- Aegidius (vojevůdce) († zřejmě v roce 464), římský vojevůdce (Magister militum)
- Aegidius z Assisi († 1262), světec
- Aegidius Aureaevallensis (Gilles d’Orval, 13. století), cisterciák a historik, autor spisu Gesta episcoporum Leodiensium
- Aegidius Corboliensis / Gilles de Corbeil (kolem roku 1140 – kolem roku 1224), francouzský lékař, univerzitní profesor a básník
- Jiljí Římský / Aegidius Romanus (1243–1316), augustiniánský poustevník
- Aegidius Romanus († 1684), německý benediktinský opat, předseda Bursfeldské kongregace
- Aegidius z Vaozely (1190–1265), světec a dominikánský kněz
- Aegidius Mucidus (1272–1352), řádové jméno františkánského opata a kronikáře Gillese Le Muiseta
- Aegidius de Viterbo (Aegidius z Viterba, Egidio da Viterbo) (1469–1532), kardinál, teolog a humanista
- Aegidius Albornoz / Gil Álvarez Carillo de Albornoz (1295–1367), španělský kardinál
- Aegidius Rehm (též Aegidius Rehm, Egidius Rem, 1486–1535), 1526–1535 biskup v Chiemsee
- Aegidius Sadeler (též Jiljí Sadeler, asi 1568/70–1625/29), vlámský rytec, působící na pražském císařském dvoře
- Aegidius de Monte / Jillis van den Berge OFM († 1577), římskokatolický biskup v Deventeru
- Aegidius Strauch I. (1583–1657), německý luteránský teolog
- Aegidius Strauch II. (1632–1682), německý luteránský teolog
- Aegidius Tschudi (1505–1572), politik a první švýcarský historik
- Aegid z Waldkirchu / Johann Philipp von Waldkirch (* 1621 nebo 1622, † 1667), v letech 1657 až 1667 opat kláštera Muri
- Egidio Arévalo (* 1982), uruguayský fotbalista
- Egidius Braun (* 1925), německý fotbalový funkcionář, předseda DFB 1992–2001
- Eido I. (též: Ido, Eid nebo Aegidius, * 955, † 1015), biskup míšeňský
- Ägidius Johann Zsifkovics (+ 1963), rakouský katolický teolog, biskup eisenstadtský
- Jiljí Fiedler (1923-1975), český expert na technologii pěstování cukrovky

### Fiktivní postavy
- Sedlák Jiljí z Oujezda – postava z pohádky J. R. R. Tolkiena

## Obce
- St. Egyden am Steinfeld, obec ve dolnorakouském regionu Steinfeld, okres Neunkirchen
- Sankt Aegyd am Neuwalde, městys v Dolních Rakousech
- Šentilj (Sv. Jiljí, Sankt Egidi), občina ve Slovinsku

## Ostatní
- Kostel svatého Jiljí – kostely zasvěcené sv. Jiljí
- Společenství Sant’Egidio v římské městské části Trastevere je pojmenováno podle kostela sv. Aegidia.
- Svatební cesta do Jiljí – česká filmová komedie z roku 1983